# Calma
Calma is een geslacht van weekdieren uit de klasse van de Gastropoda (slakken).

## Soorten
- Calma glaucoides (Alder & Hancock, 1854)
- Calma gobioophaga Calado & Urgorri, 2002